# Forte de São Francisco de Santa Cruz
O Forte de São Francisco de Santa Cruz localizava-se na cidade e concelho de Santa Cruz, na ilha da Madeira, Região Autónoma da Madeira. Este forte situava-se na parte nascente de Santa Cruz, junto ao cais e ao caminho de ligação entre Santa Cruz e Machico nas imediações do Convento de Nossa Senhora da Piedade. Faz parte da linha de defesa assinalada nas Plantas do Eng. Paulo Dias de Almeida.

## História
Foi erguido na então vila de Santa Cruz por determinação do bispo do Funchal governador D. Frei João do Nascimento em 1749. Para as suas obras foi aplicado o dinheiro proveniente das multas pagas pelas Ordenanças por falta de serviço de vigias.

O forte foi demolido quando das obras de ampliação do aeroporto em 1961.